# Diljit Rana
Pour les articles homonymes, voir Rana.
Diljit Singh Rana, baron Rana (né le 20 septembre 1938) est un homme politique britannique et membre de la Chambre des lords. Ayant été à l'origine un crossbencher, il siège comme conservateur en 2016. Il est marié à Shruti, Lady Rana.
Le 16 juin 2004, il est créé pair à vie sous le nom de baron Rana, de Malone dans le comté d'Antrim.

## Biographie
Il est né à Sanghol Inde et est l'aîné de trois frères et deux sœurs.
Lord Rana quitte le Pendjab en 1963 pour l'Angleterre, mais réside à Belfast depuis 1966. Il est promoteur immobilier, hôtelier et président de la Chambre de commerce et d'industrie d'Irlande du Nord. Il est directeur d'Andras House, et est une figure de proue de la communauté indienne d'Irlande du Nord. Il est consul honoraire de l'Inde à Belfast.
Rana est nommé membre de l'Ordre de l'Empire britannique (MBE) dans les honneurs d'anniversaire de 1996 pour sa contribution à la régénération économique de la ville de Belfast. Rana met en place une fiducie caritative de Rs. 50 millions pour une école et un collège nommé Taxila, dans son village natal Sanghol, près de Chandigarh, en Inde. Le nouveau collège a des liens de collaboration avec l'Université d'Ulster en Irlande du Nord . L'université décerne un doctorat honorifique à Rana qui dirige une délégation d'universitaires de l'université en Inde pour explorer des partenariats éducatifs et aider à développer des liens universitaires entre l'Inde et l'Irlande du Nord.
Rana reçoit également un doctorat honorifique de la Bengal Engineering and Science University au Bengale occidental en novembre 2008.
Il est nommé Officier de l'Ordre de l'Empire britannique (OBE) lors des distinctions honorifiques du Nouvel An 2021 pour les services aux entreprises et à l'économie en Irlande du Nord.
Il démissionne de la chambre des Lords le 2 juillet 2024.